# 小克勒什

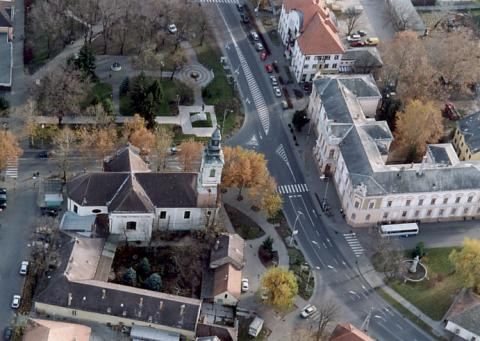

小克勒什（匈牙利語：Kiskőrös）是匈牙利的城鎮，位於該國南部，距離首都布達佩斯110公里，由巴奇-基什孔州負責管轄，面積102.23平方公里，受大陸性氣候影響，2011年人口14,269，其中約一半居民信奉信義宗。小克勒什是匈牙利著名诗人裴多菲的故乡和出生地。
46°37′13″N 19°17′02″E / 46.62028°N 19.28389°E